# Navarro (Familienname)
Navarro ist ein Familienname.

## Herkunft und Bedeutung
Navarro ist ein spanischer, italienischer und jüdischer (sephardischer) Familienname baskischen Ursprung und bezieht sich auf die Herkunft aus Navarra.

## Namensträger

### A
- Agustín Navarro (Fechter), uruguayischer Fechter
- Agustín Navarro (Regisseur) (1926–2001), spanischer Regisseur und Drehbuchautor
- Agustín Hernández Navarro (1924–2022), mexikanischer Architekt und Bildhauer
- Álvaro Navarro (* 1985), uruguayischer Fußballspieler
- Amaranta Fernández Navarro (* 1983), spanische Volleyball- und Beachvolleyballspielerin
- Andrés Navarro (Boxer) (1938–2021), spanischer Boxer
- Andrés Navarro (Politiker) (* 1964), dominikanischer Politiker
- Ángel María Navarro (1870–1951), honduranischer Geistlicher, Bischof von Santa Rosa de Copán
- Aquiles Navarro (* um 1990), panamaischer Jazzmusiker

### B
- Borja Navarro García (* 1990), spanischer Fußballspieler
- Bruno Pujol Navarro (* 2001), spanischer Tennisspieler

### C
- Carla Suárez Navarro (* 1988), spanische Tennisspielerin
- Carlos Navarro (Schauspieler, 1921) (1921–1969), mexikanischer Schauspieler
- Carlos Navarro (Boxer) (* 1976), US-amerikanischer Boxer
- Carlos Navarro (Filmemacher), Regisseur, Drehbuchautor, Produzent und Animator
- Carlos Navarro (Schauspieler, 1980) (* 1980), US-amerikanischer Schauspieler
- Carlos Navarro (Taekwondoin) (Carlos Ruben Navarro Valdez; * 1996), mexikanischer Taekwondoin
- Carlos Navarro (Tennisspieler) (Carlos Martín Navarro Vergara; * 1976), bolivianischer Tennisspieler
- Carlos Alberto Etchandy Gimeno Navarro (1931–2003), brasilianischer Geistlicher, Erzbischof von Niterói
- Christian Navarro (* 1991), US-amerikanischer Schauspieler

### D
- Daniel Navarro (* 1983), spanischer Radrennfahrer
- Dave Navarro (David Michael Navarro; * 1967), US-amerikanischer Musiker
- David Navarro (David Navarro Pedrós; * 1980), spanischer Fußballspieler
- Diego José Navarro García de Valladares (1708–1784), spanischer Kolonialgouverneur

### E
- Emilio Navarro (Baseballspieler) (Millito Navarro; 1905–2011), puerto-ricanischer Baseballspieler
- Emilio Navarro (Physiker) (Emilio Navarro Peris), spanischer Physiker
- Emilio López Navarro (* 1986), mexikanischer Fußballspieler
- Emma Navarro (* 2001), US-amerikanische Tennisspielerin
- Enrique Navarro (Komponist) (Enrique Navarro Tadeo; 1894–1965), spanischer Komponist
- Enrique Navarro (Schauspieler), Schauspieler und Regisseur
- Enrique Martín Navarro (1924–2016), spanischer Fußballspieler und -trainer
- Ernesto de la Guardia Navarro (1904–1983), panamaischer Politiker, Präsident 1956 bis 1960
- Esteban Navarro (* 1965), spanischer Schriftsteller
- Eva María Navarro (* 2001), spanische Fußballspielerin, siehe Eva Navarro

### F
- Fabian Navarro (* 1990), deutscher Poetry-Slammer
- Fats Navarro (1923–1950), US-amerikanischer Jazztrompeter
- Faustino Espinoza Navarro (1905–2000), peruanischer Schauspieler, Dichter und Dramaturg
- Federico Navarro (* 2000), argentinischer Fußballspieler
- Fernando Navarro (Fußballspieler, 1935) (Fernando Raúl Navarro; 1935–2000), chilenischer Fußballspieler
- Fernando Navarro (Drehbuchautor), Drehbuchautor, Schauspieler und Produzent
- Fernando Navarro (Fußballspieler, 1982) (Fernando Navarro Corbacho; * 1982), spanischer Fußballspieler
- Fernando Navarro Morán (* 1989), mexikanischer Fußballspieler
- Fernando A. Navarro (* 1962), spanischer Arzt und Linguist
- Francisco Navarro (Bischof, um 1565) (Francisco Navarro de Eugui; um 1565–1641), spanischer Geistlicher, Bischof von Huesca
- Francisco Navarro (Komponist) (um 1600–1650), spanischer Komponist
- Francisco Navarro (Historiker), spanischer Historiker
- Francisco Navarro (Bischof, 1727) (Francisco Navarro Acevedo; 1727–1788), kolumbianischer Geistlicher, Bischof von Santa Marta
- Francisco Navarro (Fußballspieler) (* 1933), spanisch-marokkanischer Fußballspieler
- Francisco Navarro (Leichtathlet) (Francisco Javier Navarro Sánchez; * 1967), spanischer Sprinter
- Francisco Navarro (Padelspieler) (auch Paquito Navarro; * 1989), spanischer Padelspieler
- Francisco Octavio Navarro Carranza (1902–1967), mexikanischer Diplomat
- Francisco Ramírez Navarro (* 1939), mexikanischer Priester, Weihbischof in Tlalnepantla
- Félix Navarro (* 1953), kubanischer Dissident

### G
- Gilberto Navarro (Sportschütze) (1929–2005), chilenischer Sportschütze
- Gilberto Navarro Peidró (1935–2019), spanischer Fußballspieler
- Gilberto Aceves Navarro (1931–2019), mexikanischer Maler
- Guillermo Navarro (* 1955), mexikanischer Kameramann

### H
- Hilario Navarro (* 1980), argentinischer Fußballspieler

### I
- Ignacio Ríos Navarro (1950–2009), mexikanischer Diplomat
- Inoel Navarro (* 1987), dominikanischer Fußballspieler
- Iván Navarro (* 1981), spanischer Tennisspieler

### J
- Javi Navarro (* 1974), spanischer Fußballspieler
- Javier Navarro Rodríguez (* 1949), mexikanischer Priester, Bischof von Zamora
- Joe Navarro (* 1953), US-amerikanischer Agent und Autor
- Joe Abrigo Navarro (* 1995), chilenischer Fußballspieler, siehe Joe Abrigo
- Joaquín Navarro Jiménez (* 1990), spanischer Fußballspieler, siehe Ximo Navarro
- Joaquín Navarro Perona (1921–2002), spanischer Fußballspieler
- Joaquín Navarro-Valls (1936–2017), spanischer Journalist und Mediziner
- Jorge Navarro (* 1996), spanischer Motorradrennfahrer
- Jorge Cervós-Navarro (1930–2021), spanischer Pathologe und Hochschullehrer
- José Navarro (Fußballspieler, 1948) (José Navarro Aramburu; * 1948), peruanischer Fußballspieler
- José Navarro (Fußballspieler, 1952) (José Navarro Aparicio; * 1952), spanischer Fußballtorhüter
- José Navarro (Boxer) (* 1981), US-amerikanischer Boxer
- José Navarro Morenes (1897–1974), spanischer Springreiter
- José de Jesús Angulo del Valle y Navarro (1888–1966), mexikanischer Geistlicher, Bischof von Tabasco
- José Luis Navarro (Drehbuchautor) (1925–1997), spanischer Drehbuchautor
- José Luis Navarro (Fußballspieler) (1936–2020), spanischer Fußballspieler
- José Luis Navarro (Komponist) (1940–2008), spanischer Komponist
- José Luis Navarro (Radsportler) (* 1962), spanischer Radrennfahrer
- José Luis Navarro (Boxer) (* 1965), spanischer Boxer
- José Ramón Navarro Pérez (* 1971), spanischer Biathlet
- Josep Navarro Santaeulàlia (* 1955), spanischer Schriftsteller
- Juan Navarro (General) (1843–1934), mexikanischer General und Politiker
- Juan Navarro (Fußballspieler), kolumbianischer Fußballspieler
- Juan Navarro (Sänger), mexikanischer Sänger
- Juan Navarro Baldeweg (* 1939), spanischer Maler und Architekt
- Juan Navarro Castellanos (* 1945), mexikanischer Geistlicher, Bischof von Tuxpan
- Juan Navarro Gaditanus (um 1550–um 1610), mexikanischer Franziskaner und Komponist
- Juan Navarro Hispalensis (um 1530–1580), spanischer Komponist
- Juan Navarro Ramírez (1912–1970), mexikanischer Geistlicher, Bischof von Ciudad Altamirano
- Juan de Dios Navarro (* 1984), mexikanischer Boxer
- Juan de Esquivel Navarro, spanischer Tänzer
- Juan Antonio Rascón Navarro Seña y Redondo (1821–1902), spanischer Diplomat
- Juan Carlos Navarro (* 1980), spanischer Basketballspieler
- Juan José Navarro (Juan José de Navarro de Viana y Búfalo; 1687–1772), spanischer Admiral
- Juanito Navarro (Juan Navarro Rubinos; 1926–2011), spanischer Schauspieler
- Julia Navarro (* 1953), spanische Schriftstellerin
- Julio Navarro (Baseballspieler) (Julio Navarro Ventura; 1934–2018), puerto-ricanischer Baseballspieler
- Julio Navarro (Astrophysiker) (* 1962), argentinischer Astrophysiker
- Julio Navarro (Spezialeffektkünstler), Spezialeffektkünstler

### K
- Kenderson Navarro (Kenderson Alessandro Navarro Hernández, * 2002), guatemaltekischer Fußballspieler

### L
- Lazaro Navarro Batles (* 1974), kubanischer Tennisspieler
- Leonardo Navarro, mexikanischer Fußballspieler
- Lorena Navarro (* 2000), spanische Fußballspielerin
- Luis Antonio García Navarro (1941–2001), spanischer Dirigent

### M
- Manel Navarro (* 1996), spanischer Sänger
- Manuel Sánchez Navarro Schiller, eigentlicher Name von Manolo Fábregas (1921–1996), spanisch-mexikanischer Schauspieler, Regisseur und Filmproduzent
- Margaret Navarro (* 2004), US-amerikanische Tennisspielerin
- Maria Fernanda Navarro Oliva (* 1996), mexikanische Tennisspielerin
- Mariette Navarro (* 1980), französische Schriftstellerin
- Mary Navarro (1859–1940), US-amerikanische Schauspielerin, siehe Mary Anderson (Schauspielerin, 1859)
- Miguel Angel Navarro (* 1941), argentinischer Schwimmer
- Miguel Romera-Navarro (1885–1954), US-amerikanischer Romanist, Hispanist und Literaturwissenschaftler
- Miguel Navarro (Leichtathlet) (1929–2022), spanischer Marathonläufer
- Miguel Navarro (Schwimmer, 1982) (* 1982), bolivianischer Schwimmer

### N
- Néstor Hugo Navarro (* 1934), argentinischer Geistlicher, Bischof von Alto Valle del Río Negro
- Nicolás Navarro (Fußballspieler, 1985) (Nicolás Gaston Navarro; * 1985), argentinischer Fußballtorhüter
- Nicolas Navarro (Leichtathlet) (* 1991), französischer Leichtathlet
- Nicolás Navarro Castro (* 1963), mexikanischer Fußballtorhüter
- Nicolás Eugenio Navarro (1867–1960), venezolanischer Geistlicher, Weihbischof in Caracas
- Nieves Navarro (* 1938), spanische Schauspielerin

### P
- Paquito Navarro (* 1989), spanischer Padelspieler
- Pedro Navarro (1460–1528), spanischer Militärkommandant und Ingenieur
- Pedro Navarro (* 2001), chilenischer Fußballspieler
- Pepe Navarro (* 1951), spanischer Moderator, Journalist, Produzent und Autor
- Peter Navarro (* 1949), US-amerikanischer Wirtschaftswissenschaftler

### R
- Rafael Navarro González (1959–2021), mexikanischer Biologe
- Ramiro Navarro De Anda (1943–2008), mexikanischer Fußballspieler
- Ramón Navarro (1934–2025), argentinischer Folkloresänger und -komponist
- Rizalino Navarro (1938–2011), philippinischer Wirtschaftsmanager und Politiker
- Robert Navarro (Fußballspieler) (* 2002), spanischer Fußballspieler
- Robert Navarro (Politiker) (* 1952), französischer Politiker
- Roberto Navarro Segura (* 1957), mexikanischer Schachspieler
- Rodrigo Navarro (* 1974), bolivianischer Tennisspieler
- Rubén Navarro (Rubén Navarro Méndez; * 1978), spanischer Fußballspieler
- Rubén Marino Navarro (1933–2003), argentinischer Fußballspieler

### S
- Salvador Navarro (Fußballspieler) (Salvador Navarro Arana; 1950–2004), mexikanischer Fußballspieler
- Salvador Navarro (Tennisspieler) (Salvador Navarro Gutiérrez; * 1977), spanischer Tennisspieler
- Sergio Navarro (* 1936), chilenischer Fußballspieler
- Silvia Navarro (Schauspielerin) (* 1978), mexikanische Schauspielerin
- Silvia Navarro (Handballspielerin) (* 1979), spanische Handballspielerin

### T
- Tino Navarro (* 1954), portugiesischer Filmproduzent und Regisseur
- Tomás Navarro Tomás (1884–1979), spanischer Sprachwissenschaftler, Sprachgeograph und Metriker

### X
- Ximo Navarro (* 1990), spanischer Fußballspieler

### Y
- Yamaico Navarro (* 1987), dominikanischer Baseballspieler